# Everything Everywhere All at Once
Everything Everywhere All at Once (Todo a la vez en todas partes en España y Todo en todas partes al mismo tiempo en Hispanoamérica) es una película estadounidense de comedia dramática absurda, acción y ciencia ficción de 2022 escrita y dirigida por Daniel Kwan y Daniel Scheinert. Está protagonizada por Michelle Yeoh, Ke Huy Quan, Stephanie Hsu, Jenny Slate, Harry Shum, Jr., James Hong y Jamie Lee Curtis. Fue la ganadora del premio Óscar a mejor película en 2023.   
La película se estrenó en el festival South by Southwest el 11 de marzo de 2022. Comenzó un estreno limitado en cines en los Estados Unidos el 25 de marzo de 2022, antes de estrenarse el 8 de abril de 2022 por A24. La película recibió elogios de parte de la crítica y recaudó más de $140 millones de dólares en todo el mundo, convirtiéndose en la primera película de A24 en cruzar la marca de los 100 millones de dólares y superando a Hereditary (2018) como su película más taquillera.
La National Board of Review y el American Film Institute la nombraron como una de las diez mejores películas de 2022. La película recibió once nominaciones en la 95.ª edición de los Premios Óscar, ganando en las categorías de Mejor película, Mejor director, Mejor guion original, Mejor actriz (para Michelle Yeoh), Mejor actor de reparto (para Ke Huy Quan) y Mejor actriz de reparto (para Jamie Lee Curtis).
La película recibió seis nominaciones en la 80.ª edición de los Globos de Oro, incluyendo a Mejor película de comedia o musical y a Mejor director, ganando en la categoría de Mejor actriz de comedia o musical y Mejor actor de reparto. Además, recibió 14 nominaciones principales en los Premios de la Crítica Cinematográfica, incluyendo a Mejor película.

## Argumento
En China, Evelyn Quan Wang se enamora de Waymond Wang y, en contra de las objeciones de su padre Gong Gong, se fuga con él a los Estados Unidos. La pareja abre una lavandería en California y tiene una hija, Joy. Años más tarde, la lavandería es auditada por el Servicio de Impuestos Internos de los Estados Unidos (IRS). Por su parte, Waymond quiere entregarle los papeles de divorcio a Evelyn, mientras Gong Gong llega de visita. Al mismo tiempo, Joy quiere que su madre acepte a su novia no china, Becky, sobre quien Evelyn le miente a Gong Gong. En una reunión conflictiva con la inspectora del IRS Deirdre Beaubeirdre, Alpha-Waymond, una versión de su esposo de un universo conocido como "Alfaverso", toma posesión brevemente del cuerpo de Waymond. Alpha-Waymond le explica a Evelyn que existen muchos universos paralelos porque cada elección de vida crea un nuevo universo. 
El Alphaverso, dirigido por la difunta Alpha-Evelyn, desarrolló una tecnología de "salto de universos" que permite a las personas acceder a las habilidades, los recuerdos y los cuerpos de sus versiones de universos paralelos mediante la realización de acciones extrañas. El multiverso ahora está amenazado por Jobu Tupaki, la versión Alphaverso de su hija Joy, cuya mente se dividió después de que Alpha-Evelyn la empujara a saltar extensamente entre los universos. Ella experimenta todos los universos a la vez y puede saltar entre multiversos y manipular la materia a voluntad, por lo que, aburrida, decide crear una "todo-rosquilla", un pastelillo similar a un agujero negro que amenaza la existencia del multiverso. Evelyn recibe tecnología de salto de universo para luchar contra los secuaces de Jobu, que ahora están convergiendo en el edificio del IRS. Evelyn descubre otros universos en los que tomó diferentes decisiones y tuvo éxito, como convertirse en una maestra de kung fu o una estrella de cine, al mismo tiempo que se entera de los planes de divorcio de Waymond.
Alpha-Waymond cree que esta Evelyn, como el mayor fracaso de todas las Evelyn en el multiverso, tiene el mayor potencial sin explotar y es la indicada para derrotar a Jobu. Alpha-Gong Gong, que controla al Gong Gong de Evelyn, le indica que mate a su hija Joy para evitar que Jobu entre en este universo, pero Evelyn decide enfrentarse a Jobu, ganando poderes y mayor experiencia a través de saltos de universo repetidos, donde aprende nuevas habilidades de lucha. Mientras Evelyn es perseguida por los soldados de Alpha-Gong Gong, Jobu localiza y mata a Alpha-Waymond en el Alphaverso. Cuando Jobu al fin se enfrenta a Evelyn, la mente de Evelyn se fragmenta, al igual que la de Jobu. La conciencia desapegada de Evelyn comienza a saltar de universo con la de Jobu a través de universos extraños y diversos. En lugar de pelear, Jobu explica que ha estado buscando a una Evelyn que pueda llegar a creer, como ella, que ya nada importa. 
Lleva a Evelyn a la todo-rosquilla, y le explica que espera que finalmente puedan morir, las dos juntas. Al mirar dentro de la rosquilla, Evelyn se convence y comienza a actuar de manera nihilista en los otros universos, lastimando emocionalmente a quienes la rodean. Evelyn está a punto de entrar a la rosquilla con Jobu y terminar con todas sus vidas en el multiverso, pero se detiene para escuchar las súplicas de Waymond, para que todos dejen de pelear y sean amables. Evelyn tiene una epifanía y sigue su consejo, usando sus poderes adquiridos del multiverso para descubrir que está lastimando a quienes la rodean y en cambio brindarles felicidad. Al hacerlo, repara su daño en los otros universos y neutraliza a los luchadores de Alpha-Gong Gong y Jobu.
En su universo natal, Evelyn le cuenta a Gong Gong sobre la relación de Joy y Becky, habla con Deirdre después de que Waymond la convence de que les permita rehacer sus impuestos y se reconcilia con Waymond. Jobu intenta acabar con su vida entrando en la todo-rosquilla, mientras, al mismo tiempo que Joy en el universo de Evelyn, le ruega a Evelyn que la deje ir. Evelyn dice que incluso si pudiera estar en cualquier otro lugar, siempre querría estar con Joy. Evelyn y los demás salvan a Jobu de la rosquilla, y al mismo tiempo Evelyn y Joy se abrazan. Algún tiempo después, con la mejora de las relaciones familiares, Evelyn y su familia regresan al edificio del IRS para volver a declarar sus impuestos. Mientras Deirdre habla, la atención de Evelyn se dirige momentáneamente a sus yo alternativos, presentes en otros universos, y al multiverso antes de regresar a su universo natal.

## Reparto
- Michelle Yeoh como Evelyn Wang, una mujer chino-estadounidense que existe en múltiples universos.
- Ke Huy Quan como Waymond Wang, esposo de Evelyn
- James Hong como Gong Gong, el padre de Evelyn
- Stephanie Hsu como Joy Wang / Jobu Tupaki, hija de Evelyn
- Jamie Lee Curtis como Deirdre Beaubeirdra, inspectora del IRS
- Tallie Medel como Becky, la novia de Joy
- Harry Shum, Jr. como Chad
- Jenny Slate como Big Nose
- Biff Wiff como Rick
- Sunita Mani como actriz del musical
- Aaron Lazar como actor del musical
- Audrey Wasilewski como Oficial Alpha RV
- Daniel Scheinert como Gerente de Distrito
- Andy Le como Alpha Jumper
- Brian Le como Alpha Jumper
- Randy Newman (sin acreditar) como Raccacoonie. En la banda sonora oficial, se acredita a Newman como artista destacado en la canción "Now We're Cookin'".[2]

## Producción

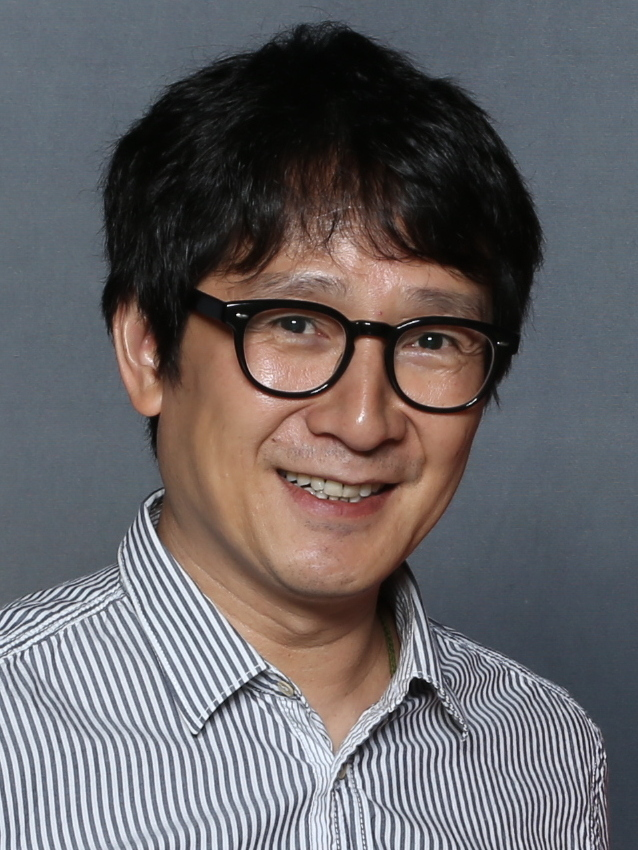
Ke Huy Quan en el Florida Supercon de 2018

Durante la preproducción, se consideró a Jackie Chan para el papel protagónico; el guion fue escrito originalmente para él antes de que los directores cambiaran de opinión y reconcibieran el papel principal como femenino, sintiendo que haría que la dinámica de marido y mujer en la historia fuera más identificable. En agosto de 2018 se anunció que Michelle Yeoh y Awkwafina habían sido elegidas para protagonizar una "película de acción interdimensional" de Dan Kwan y Daniel Scheinert, con Anthony y Joe Russo como productores.
Awkwafina salió del proyecto debido a conflictos de programación en enero de 2020. Stephanie Hsu, James Hong, Ke Huy Quan y Jamie Lee Curtis se agregaron al elenco, con Hsu reemplazando a Awkwafina. El rodaje comenzó en enero de 2020 y A24 adquirió los derechos de distribución de la película.
La fotografía principal comenzó en enero de 2020, luego de que A24 anunciara que financiaría y distribuiría la película. El rodaje duró 38 días y tuvo lugar principalmente en Simi Valley, California. Los Daniel dijeron que las escenas de lucha de kung-fu de la película se rodaron inusualmente rápido; por ejemplo, la pelea de la riñonera se rodó en un día y medio. La filmación terminó a principios de marzo de 2020, al inicio de la pandemia de COVID-19.

## Música

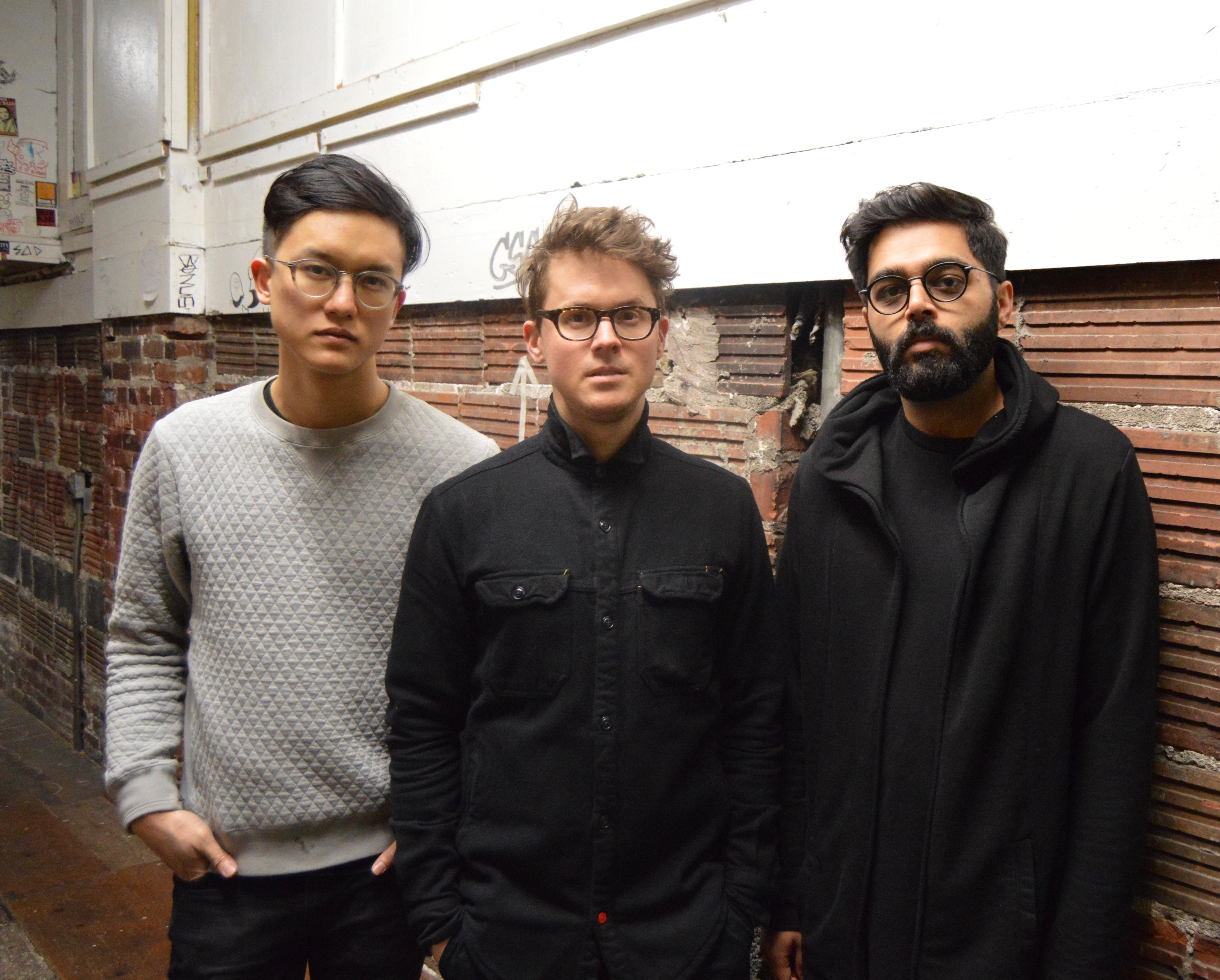
La banda Son Lux compuso la banda sonora para la película.

La película presenta varias instancias, tanto en audio como en diálogo, de la canción de Nine Days de 2000 "Absolutely (Story of a Girl)". Cuando los Daniel contactaron al vocalista de Nine Days, John Hampson, sobre el uso de la canción, Hampson aceptó con entusiasmo grabar tres versiones alternativas de la canción para usar en la película.
La banda Son Lux compuso la banda sonora de la película. La banda sonora de 49 pistas se lanzó el 8 de abril de 2022 e incluye colaboraciones con Mitski, David Byrne, André 3000, Randy Newman, Moses Sumney y yMusic, entre otros.

## Estreno
Everything Everywhere All at Once tuvo su estreno mundial en el festival de cine South by Southwest el 11 de marzo de 2022. Fue estrenada en los cines el 25 de marzo de 2022 por A24.
El 30 de marzo de 2022, la película se estrenó en cines IMAX selectos en los Estados Unidos durante solo una noche. Debido a su popularidad, la película volvió a los cines IMAX seleccionados durante una semana a partir del 29 de abril de 2022. La película no se estrenó en la mayor parte de Oriente Medio, incluidos Arabia Saudita y Kuwait, debido a la censura de contenidos LGBT de los países de la región. La película se estrenó en el Reino Unido el 13 de mayo de 2022. La película estaba programada para ser relanzada en los cines de Estados Unidos el 29 de julio de 2022, sin cambios pero agregando una introducción de los Daniel y ocho minutos de tomas descartadas después de los créditos.

## Recepción

### Crítica

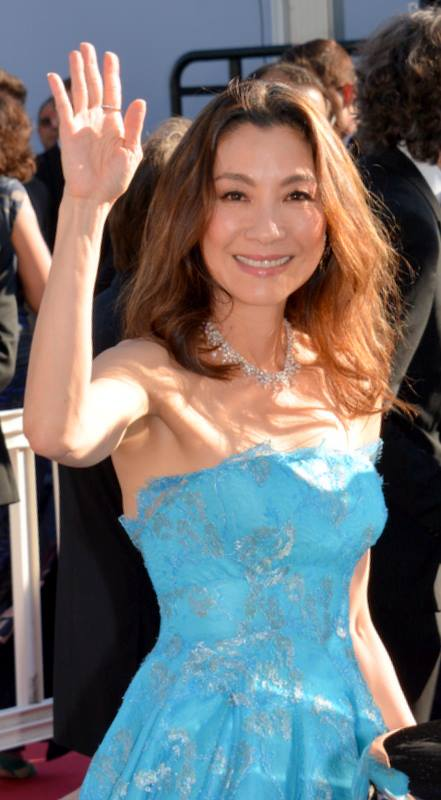
Michelle Yeoh obtuvo elogios de la crítica por su actuación en la película, y muchos críticos la calificaron como la mejor de su carrera.

En el sitio web agregador de reseñas Rotten Tomatoes, la película tiene un índice de aprobación del 94% basado en 388 reseñas de críticos, con una calificación promedio de 8.6/10. El consenso del sitio web dice: "Liderada por una destacada Michelle Yeoh, Everything Everywhere All at Once hace honor a su título con un asalto a los sentidos calibrado por expertos". El sitio web Metacritic, que utiliza un promedio ponderado, asignó a la película una puntuación de 81 sobre 100 basada en 54 críticas, lo que indica "aclamación universal". Las audiencias encuestadas por PostTrak le dieron una puntuación positiva del 89 %, y el 77 % dijo que definitivamente lo recomendaría.
En su reseña para Vanity Fair, Maureen Ryan destacó la actuación de Yeoh y escribió: "Yeoh imbuye a Evelyn de conmovedores tonos de melancolía, arrepentimiento, resolución y creciente curiosidad" y agregó que "hace que su abrazo a la energía del personaje principal sea positivamente apasionante". Adam Nayman de The Ringer se refirió a la película como "una carta de amor a Yeoh", y agregó: "Everything Everywhere All At Once es extremadamente conmovedora, le da a su estrella de 59 años la oportunidad de flexionar músculos de actuación inesperados mientras revisa la coreografía de lucha de alto vuelo que la convirtió en un ícono mundial en la década de 1990".
Las críticas disidentes incluyeron a las de Richard Brody para The New Yorker, quien descartó a la película como un "carrete de presentación de director de largometraje cínico y enfermizo para una película de Marvel", y Keith Garlington, quien señaló que si bien la película era una tarea ambiciosa, "a menudo da paso a la indulgencia excesiva, lo que hace que este guiso de género demasiado largo y repleto sea una experiencia bien intencionada pero agotadora".

### Premios y nominaciones
La película se hizo acreedora de siete premios Óscar en su 95.ª edición, celebrada el 12 de marzo de 2023, incluyendo a mejor película, mejor director, mejor actriz principal, mejor actor de reparto y mejor actriz de reparto.  
| Premio                                              | Fecha de ceremonia    | Categoría                          | Nominado/a                                                                                            | Resultado | Ref.          |
| --------------------------------------------------- | --------------------- | ---------------------------------- | --- | --------- | ------------- |
| SXSW Film Festival                                  | Marzo de 2022         | Mejor montaje                      | Paul Rogers                                                                                           | Ganador   | [ 18 ]        |
| Hollywood Critics Association Midseason Film Awards | 1 de julio de 2022    | Mejor Película                     | Everything Everywhere All at Once                                                                     | Ganadora  | [ 19 ] [ 20 ] |
| Hollywood Critics Association Midseason Film Awards | 1 de julio de 2022    | Mejor Director                     | Daniel Kwan y Daniel Scheiner                                                                         | Ganadores | [ 19 ] [ 20 ] |
| Hollywood Critics Association Midseason Film Awards | 1 de julio de 2022    | Mejor Actriz                       | Michelle Yeoh                                                                                         | Ganadora  | [ 19 ] [ 20 ] |
| Hollywood Critics Association Midseason Film Awards | 1 de julio de 2022    | Mejor Actor de Reparto             | Ke Huy Quan                                                                                           | Ganador   | [ 19 ] [ 20 ] |
| Hollywood Critics Association Midseason Film Awards | 1 de julio de 2022    | Mejor Actriz de Reparto            | Jamie Lee Curtis                                                                                      | Ganadora  | [ 19 ] [ 20 ] |
| Hollywood Critics Association Midseason Film Awards | 1 de julio de 2022    | Mejor Actriz de Reparto            | Stephanie Hsu                                                                                         | Nominada  | [ 19 ] [ 20 ] |
| Hollywood Critics Association Midseason Film Awards | 1 de julio de 2022    | Mejor Guion                        | Daniel Kwan y Daniel Scheinert                                                                        | Ganadores | [ 19 ] [ 20 ] |
| Hollywood Critics Association Midseason Film Awards | 1 de julio de 2022    | Mejor Película India               | Everything Everywhere All at Once                                                                     | Ganadora  | [ 19 ] [ 20 ] |
| Amanda Awards                                       | 20 de agosto de 2022  | Mejor Película Exranjera           | Everything Everywhere All at Once                                                                     | Ganadora  | [ 21 ]        |
| Saturn Awards                                       | 25 de octubre de 2022 | Mejor Película de Fantasía         | Everything Everywhere All at Once                                                                     | Ganadora  | [ 22 ] [ 23 ] |
| Saturn Awards                                       | 25 de octubre de 2022 | Mejor Actriz                       | Michelle Yeoh                                                                                         | Ganadora  | [ 22 ] [ 23 ] |
| Saturn Awards                                       | 25 de octubre de 2022 | Mejor Actor de Reparto             | Ke Huy Quan                                                                                           | Ganador   | [ 22 ] [ 23 ] |
| Saturn Awards                                       | 25 de octubre de 2022 | Mejor Actriz de Reparto            | Stephanie Hsu                                                                                         | Nominada  | [ 22 ] [ 23 ] |
| Saturn Awards                                       | 25 de octubre de 2022 | Mejor Guion                        | Daniel Kwan y Daniel Scheinert                                                                        | Nominados | [ 22 ] [ 23 ] |
| Saturn Awards                                       | 25 de octubre de 2022 | Mejor Montaje                      | Paul Rogers                                                                                           | Nominado  | [ 22 ] [ 23 ] |
| Saturn Awards                                       | 25 de octubre de 2022 | Mejor diseño de producción         | Jason Kisvarday                                                                                       | Nominado  | [ 22 ] [ 23 ] |
| Saturn Awards                                       | 25 de octubre de 2022 | Mejor Lanzamiento especial en 4k   | Everything Everywhere All at Once                                                                     | Ganadora  | [ 22 ] [ 23 ] |
| Premios Globo de Oro                                | 10 de enero de 2023   | Mejor película - Comedia o musical | Everything Everywhere All at Once                                                                     | Nominada  | [ 24 ]        |
| Premios Globo de Oro                                | 10 de enero de 2023   | Mejor actriz - Comedia o musical   | Michelle Yeoh                                                                                         | Ganadora  | [ 24 ]        |
| Premios Globo de Oro                                | 10 de enero de 2023   | Mejor actor de Reparto             | Ke Huy Quan                                                                                           | Ganador   | [ 24 ]        |
| Premios Globo de Oro                                | 10 de enero de 2023   | Mejor actriz de Reparto            | Jamie Lee Curtis                                                                                      | Nominada  | [ 24 ]        |
| Premios Globo de Oro                                | 10 de enero de 2023   | Mejor Director                     | Daniel Kwan y Daniel Scheinert                                                                        | Nominados | [ 24 ]        |
| Premios Globo de Oro                                | 10 de enero de 2023   | Mejor Guion                        | Daniel Kwan y Daniel Scheinert                                                                        | Nominados | [ 24 ]        |
| Premios Óscar                                       | 12 de marzo de 2023   | Mejor película                     | Everything Everywhere All at Once                                                                     | Ganadora  | [ 25 ]        |
| Premios Óscar                                       | 12 de marzo de 2023   | Mejor director                     | Daniel Kwan y Daniel Scheinert                                                                        | Ganadores | [ 25 ]        |
| Premios Óscar                                       | 12 de marzo de 2023   | Mejor actriz                       | Michelle Yeoh                                                                                         | Ganadora  | [ 25 ]        |
| Premios Óscar                                       | 12 de marzo de 2023   | Mejor actor de reparto             | Ke Huy Quan                                                                                           | Ganador   | [ 25 ]        |
| Premios Óscar                                       | 12 de marzo de 2023   | Mejor actriz de reparto            | Stephanie Hsu                                                                                         | Nominada  | [ 25 ]        |
| Premios Óscar                                       | 12 de marzo de 2023   | Mejor actriz de reparto            | Jamie Lee Curtis                                                                                      | Ganadora  | [ 25 ]        |
| Premios Óscar                                       | 12 de marzo de 2023   | Mejor guion original               | Daniel Kwan y Daniel Scheinert                                                                        | Ganadores | [ 25 ]        |
| Premios Óscar                                       | 12 de marzo de 2023   | Mejor montaje                      | Everything Everywhere All at Once                                                                     | Ganadora  | [ 25 ]        |
| Premios Óscar                                       | 12 de marzo de 2023   | Mejor diseño de vestuario          | Everything Everywhere All at Once                                                                     | Nominada  | [ 25 ]        |
| Premios Óscar                                       | 12 de marzo de 2023   | Mejor canción original             | David Byrne, Ryan Lott y Mitski                                                                       | Nominada  | [ 25 ]        |
| Premios Óscar                                       | 12 de marzo de 2023   | Mejor banda sonora                 | Son Lux                                                                                               | Nominado  | [ 25 ]        |
| Screen Actors Guild Awards                          | 26 de febrero de 2023 | Mejor Reparto                      | Jamie Lee Curtis, James Hong, Stephanie Hsu, Ke Huy Quan, Harry Shum, Jr., Jenny Slate, Michelle Yeoh | Ganadores | [ 26 ]        |
| Screen Actors Guild Awards                          | 26 de febrero de 2023 | Mejor Actriz en papel principal    | Michelle Yeoh                                                                                         | Ganadora  | [ 26 ]        |
| Screen Actors Guild Awards                          | 26 de febrero de 2023 | Mejor Actor de Reparto             | Ke Huy Quan                                                                                           | Ganador   | [ 26 ]        |
| Screen Actors Guild Awards                          | 26 de febrero de 2023 | Mejor Actriz de Reparto            | Jamie Lee Curtis                                                                                      | Ganadora  | [ 26 ]        |
| Screen Actors Guild Awards                          | 26 de febrero de 2023 | Mejor Actriz de Reparto            | Stephanie Hsu                                                                                         | Nominada  | [ 26 ]        |